# Alternatív Közgazdasági Gimnázium
Az Alternatív Közgazdasági Gimnázium (rövidítése: AKG) egy 1988-ban alapított középiskola Budapesten. 7 illetve 5 éves képzéseket nyújt. Diákjainak száma kb. 650, tanárainak száma kb. 110. Mind pedagógiai, mind oktatási rendszere alternatív, tehát nem a régi, „poroszos” rendszert alkalmazza.

## Címe
Gimnázium: 1035 Budapest, Raktár u. 1.
Általános Iskola és Gimnázium: 1032 Budapest, Kiscelli u. 78-82.

## Története
1988. szeptember 12-én alapította a Fővárosi Tanács. 1988-tól 1997-ig alapítványi formában működő kísérleti iskola volt. Kezdetben a felügyeleti szerve a Művelődési és Közoktatási Minisztérium (MKM) volt. Az AKG sajátossága, hogy az MKM-mel történt megállapodás alapján a fenntartói jogok egy részét az AKG Alapítvány gyakorolja. Az alapítvány 1988. november 24-én jött létre.

### Épületei
Az iskola Raktár utcai épületét Miklós-téri elemi fiú és leányiskola néven Forrai Sándor tervezte Bárczy István kislakás- és iskolaépítési programja keretében 1911–1912-ben.
A Kiscelli utcai telephelyen lévő iskolaépület, eredeti nevén Kiscelli utcai elemi fiú és leányiskola és nagy óvoda (Kiscelli u. 78-82.) szintén a Bárczy-programban épült. Tervezője Reichl Kálmán (az Apáczai Csere János Gyakorló Gimnázium és a Kelenföldi Erőmű tervezője) volt.

## Képzési rendszere
Az iskolában hét évfolyamos és öt évfolyamos párhuzamos képzés működik.
7–10. év
Alsó középfokú kultúraközvetítő szakasz. Lényegében ugyanaz, mint bármelyik másik középiskola képzése 13–16 éves gyerekek számára. Differenciált képzésnek tekinthetőek egyes elemek, mint például az epochális rendszer, azon belül a kisepocha, valamint a témahetek, melyek egy adott téma, mint a fogyatékosság, több aspektusból való vizsgálatát jelenti, a diákokból alkotott csoportok segítségével. Fontos része a képzés sajátosságának a patrónusi rendszer, a nyitás, valamint az osztályok  megkülönböztetése a diákok által választott névvel, hogy az személyesebb élményt nyújtson egy puszta A osztály, B osztály jellegénél. Ezeket az osztályokat, mivel funkciójukat tekintve azok, kupacoknak nevezik. Egy évfolyamon átlagosan két kupac van, melynek a feje a patrónus, kupaconként három-három csibével. A képzés részének tekinthetőek az alkotókörök és a szakkörök egész sora, melyekből évente egy óra felvétele kötelező, a 10. év végéig.
11. év (nyelvi, kommunikációs képzés)
A kommunikációs képzés lényege egy második idegen nyelv elsajátítása. Cél a tanév végére elérni a választott idegen nyelvből a B2-es, középfokú nyelvvizsga szintjét. A kommunikációs év során heti 18 órában tanulják a diákok a választott idegen nyelvet, mely lehet francia, spanyol vagy német. A heti 18 órába beépülnek az anyanyelvi órák, anyanyelvi tanárok vezetésével. A képzés az adott nyelv országának kultúrájával kapcsolatos, a tananyagba beépítve, kulturális ismereteket is nyújt. A nyelvi órák mellett heti két médiaismeret és testnevelés óra is helyet kap, akárcsak heti két, szinten tartó angolóra. Természetesen a különórák, alkotókörök és szakkörök is jelen vannak, ám választható opcióként, nem úgy, mint az előző években.
12–13. év
Úgymond hagyományos képzési rendszer, az iskola sajátosságaival. Az epochális rendszer megszűnik, helyét a hagyományos, 45 perces órák veszik át. Továbbra is marad a csibefoglalkozás és a patrónus mint iskolai apa/anya. Ám a kupacok szerepüket vesztik, és szimpla tanteremként szolgálnak tovább. Az év során a diákok fakultációt választhatnak az érettségi tantárgyakból, ezen felül plusz tantárgyakat vehetnek fel, ki-ki a maga ambíciója szerint.  Lényegében javallott valamelyik plusz tantárgy felvétele.

## Az iskola volt neves tanulói

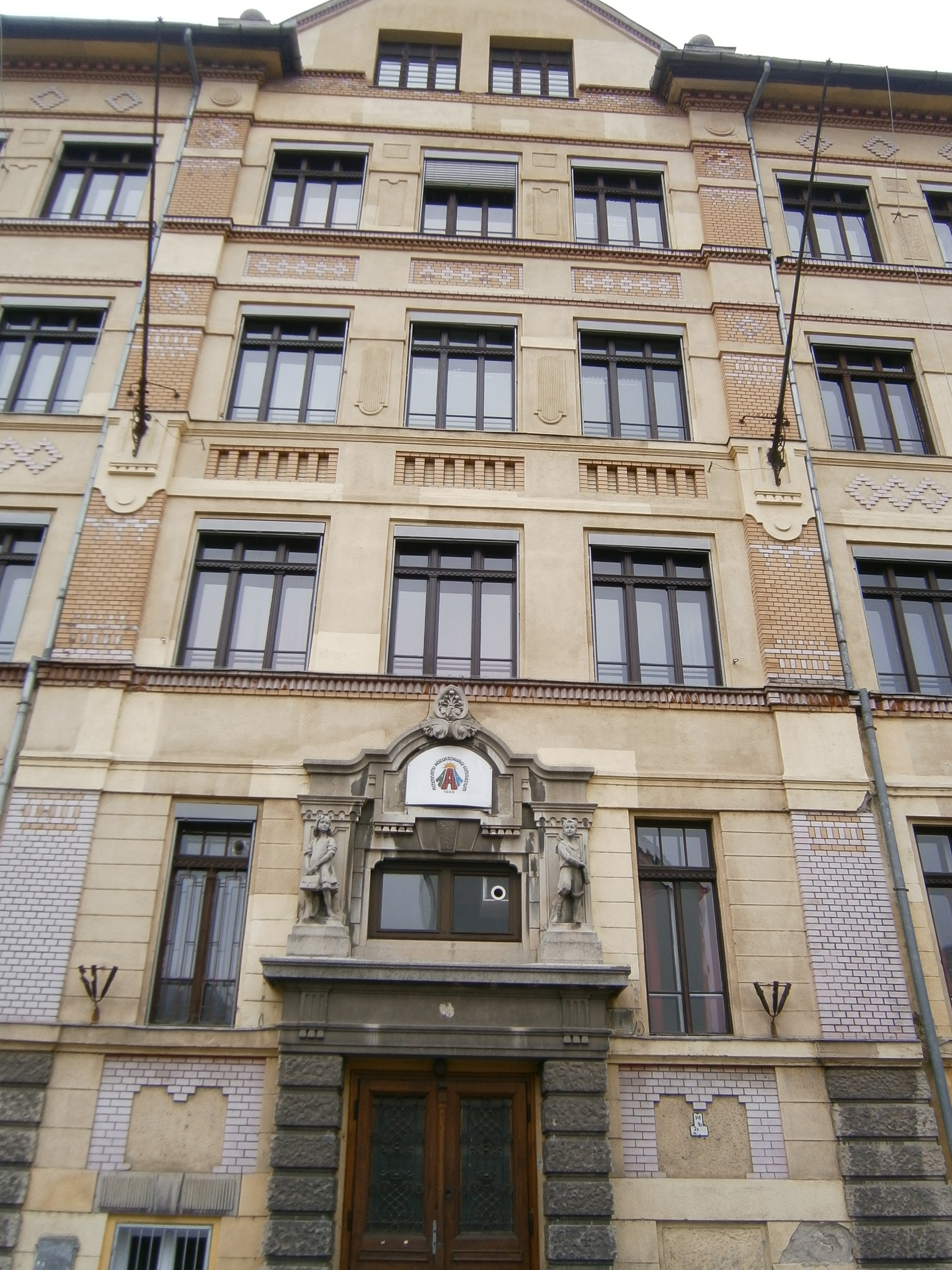
Raktár utcai telephely, volt Miklós-téri elemi fiú és leányiskola

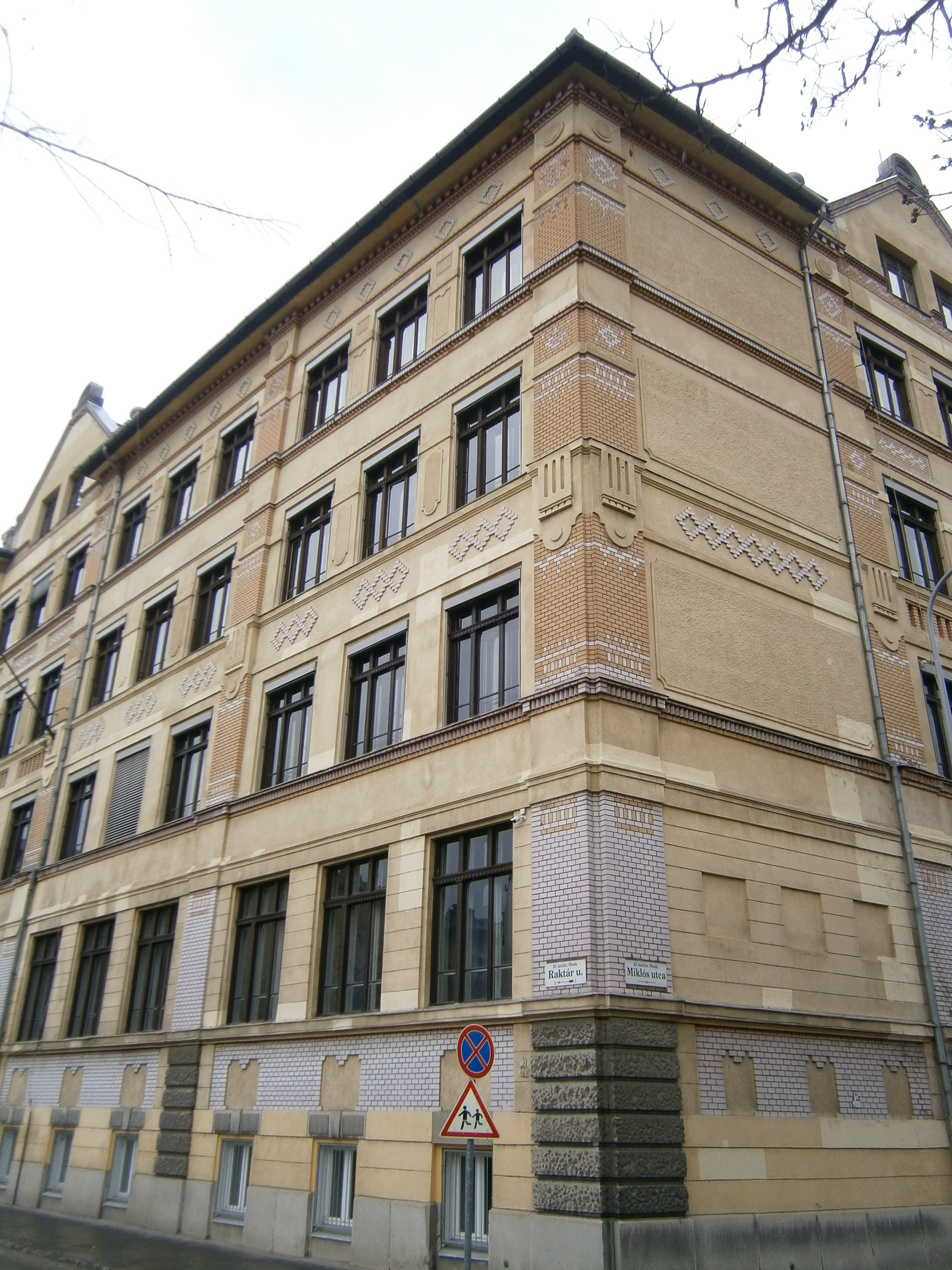
Raktár utcai telephely, volt Miklós-téri elemi fiú és leányiskola

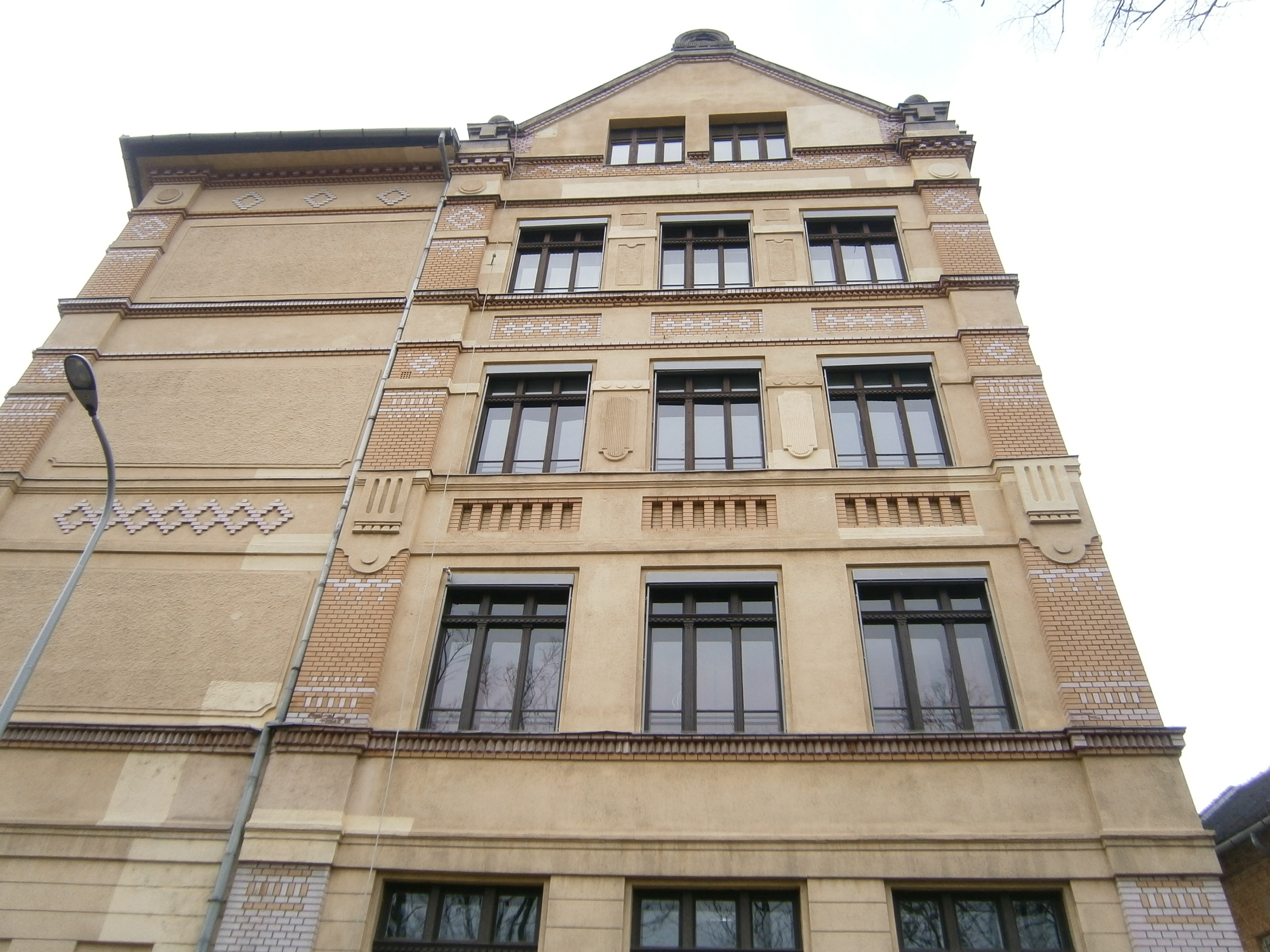
Raktár utcai telephely, volt Miklós-téri elemi fiú és leányiskola

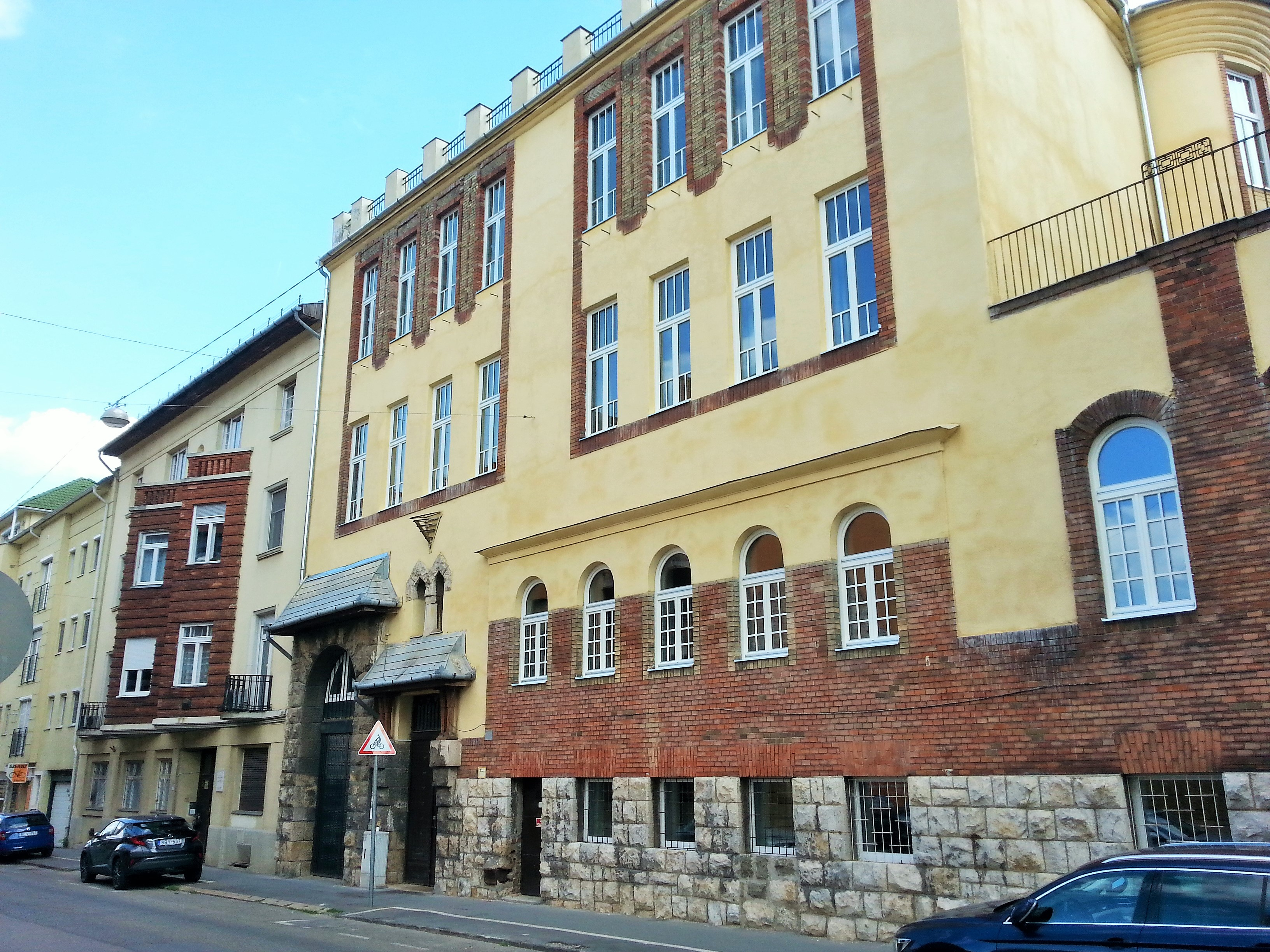
Kiscelli utcai telephely, volt Kiscelli utcai elemi fiú és leányiskola és nagy óvoda

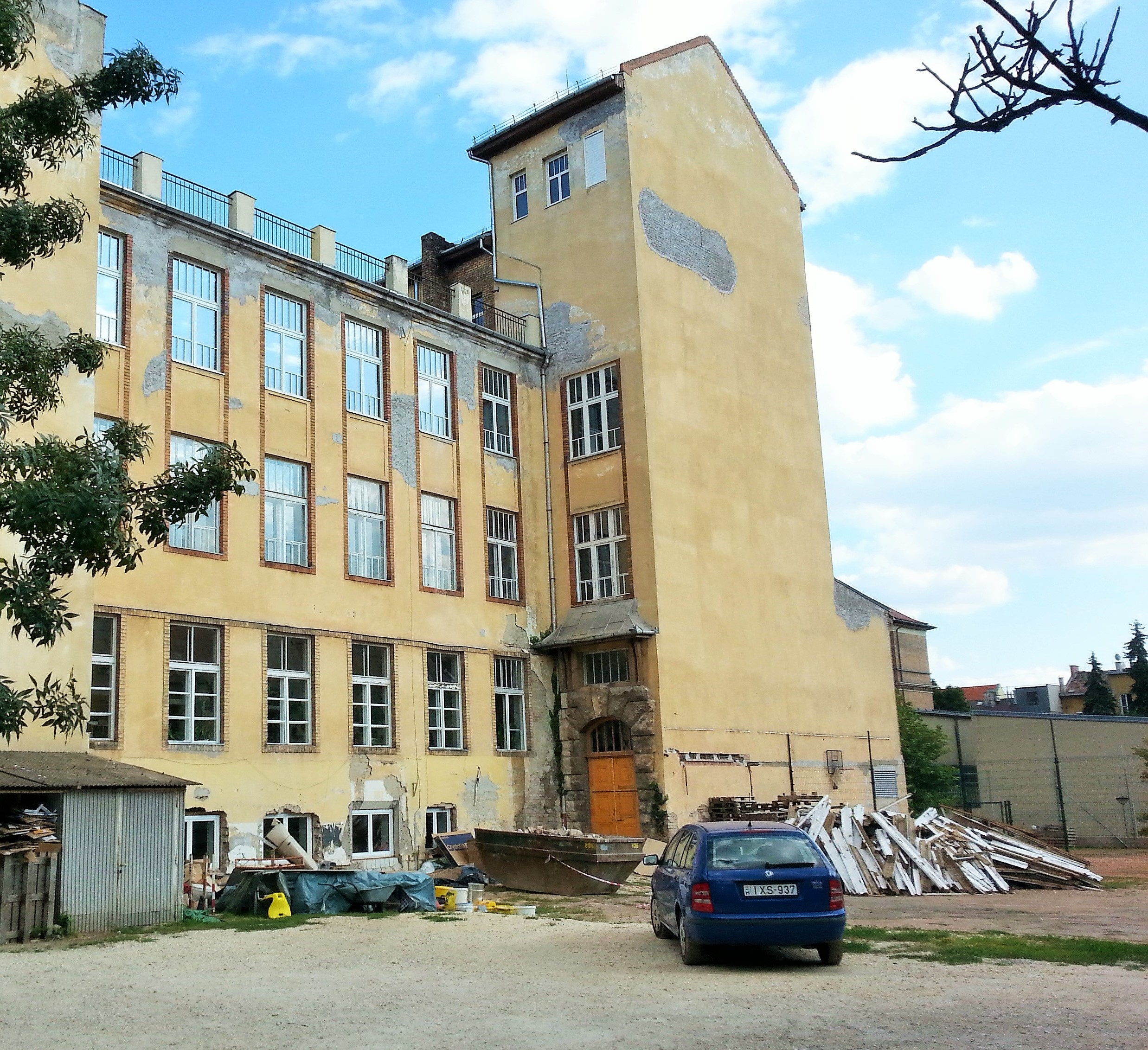
Kiscelli utcai telephely, volt Kiscelli utcai elemi fiú és leányiskola és nagy óvoda

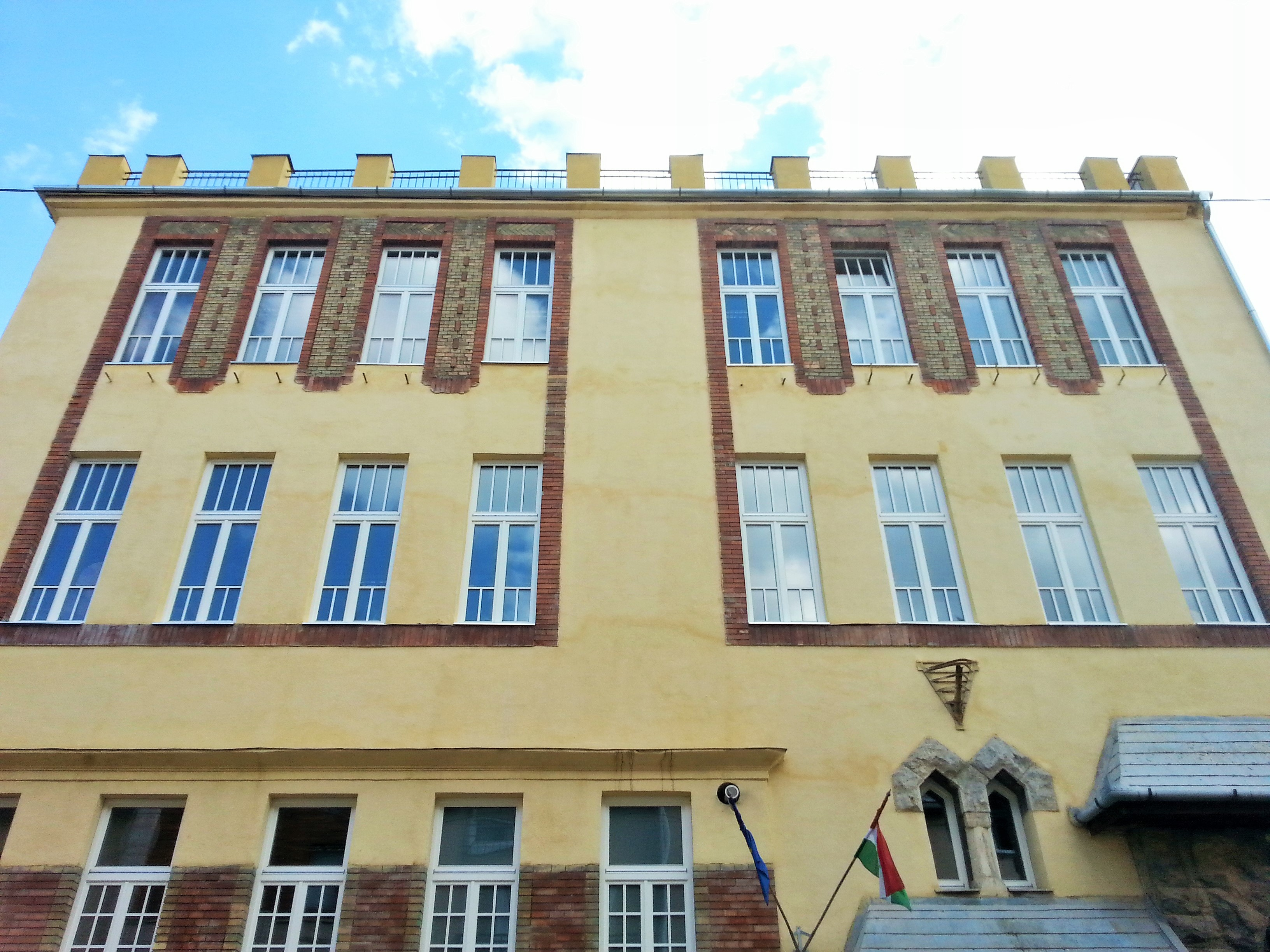
Kiscelli utcai telephely, volt Kiscelli utcai elemi fiú és leányiskola és nagy óvoda

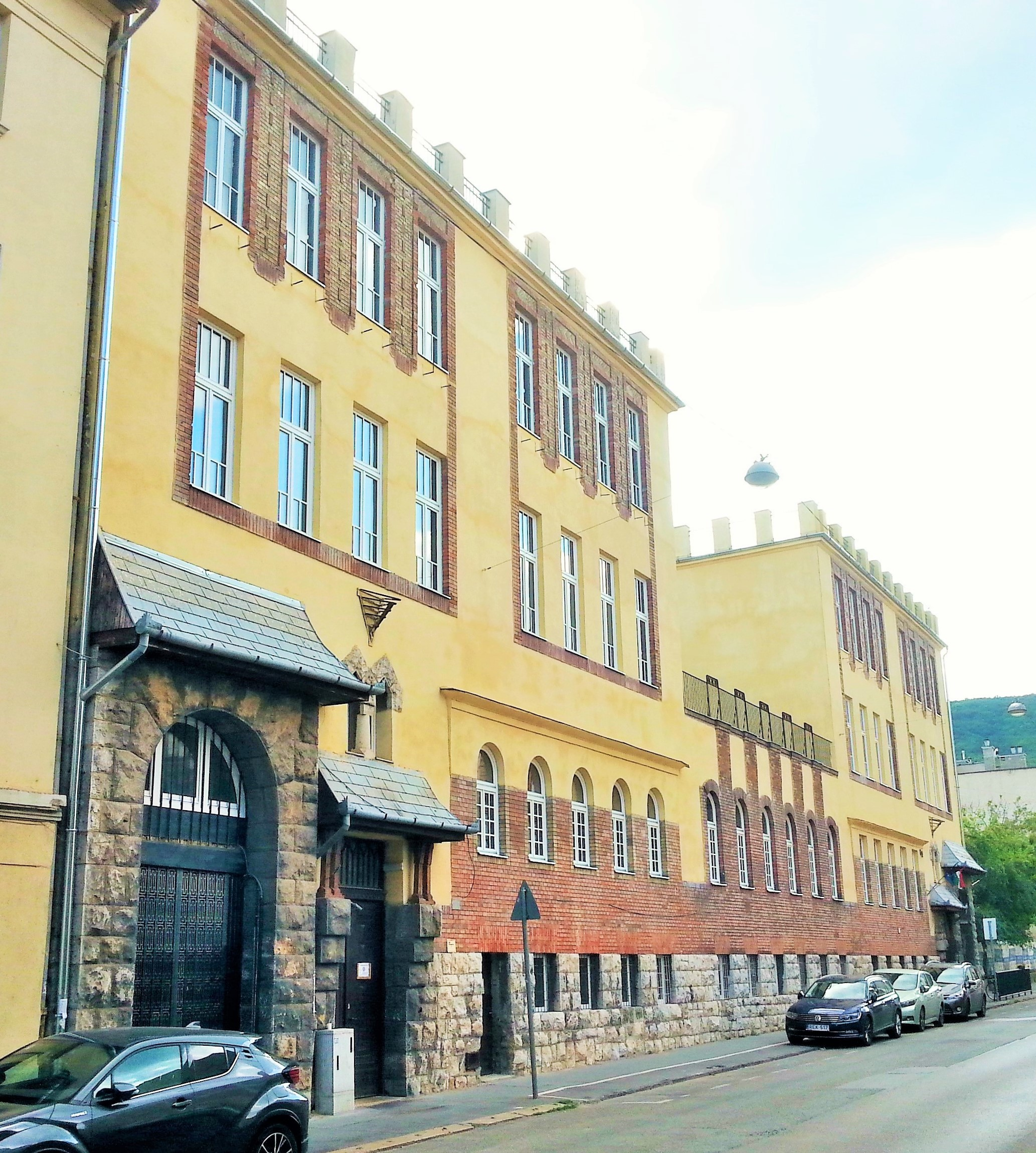
Kiscelli utcai telephely, volt Kiscelli utcai elemi fiú és leányiskola és nagy óvoda

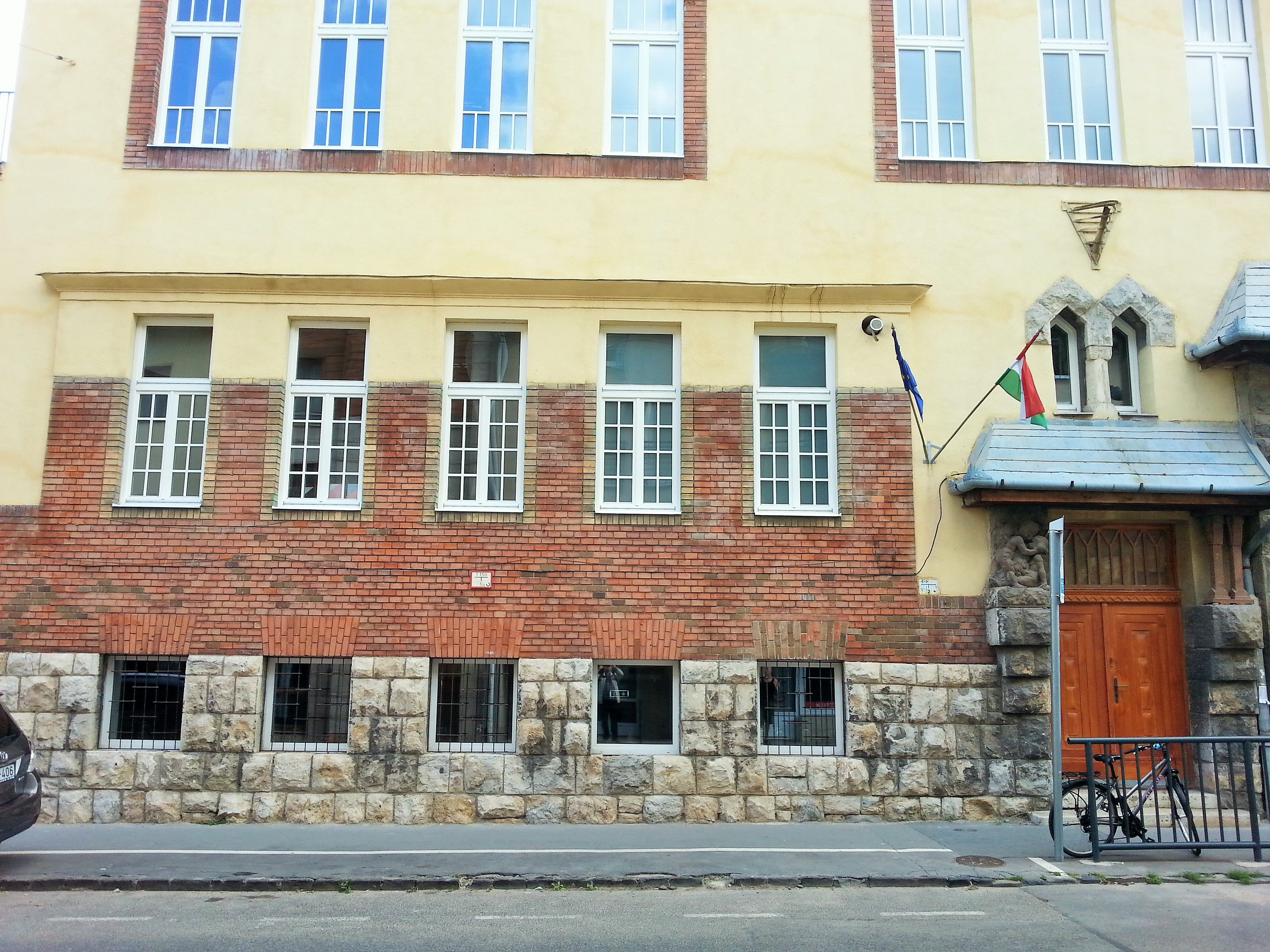
Kiscelli utcai telephely, volt Kiscelli utcai elemi fiú és leányiskola és nagy óvoda

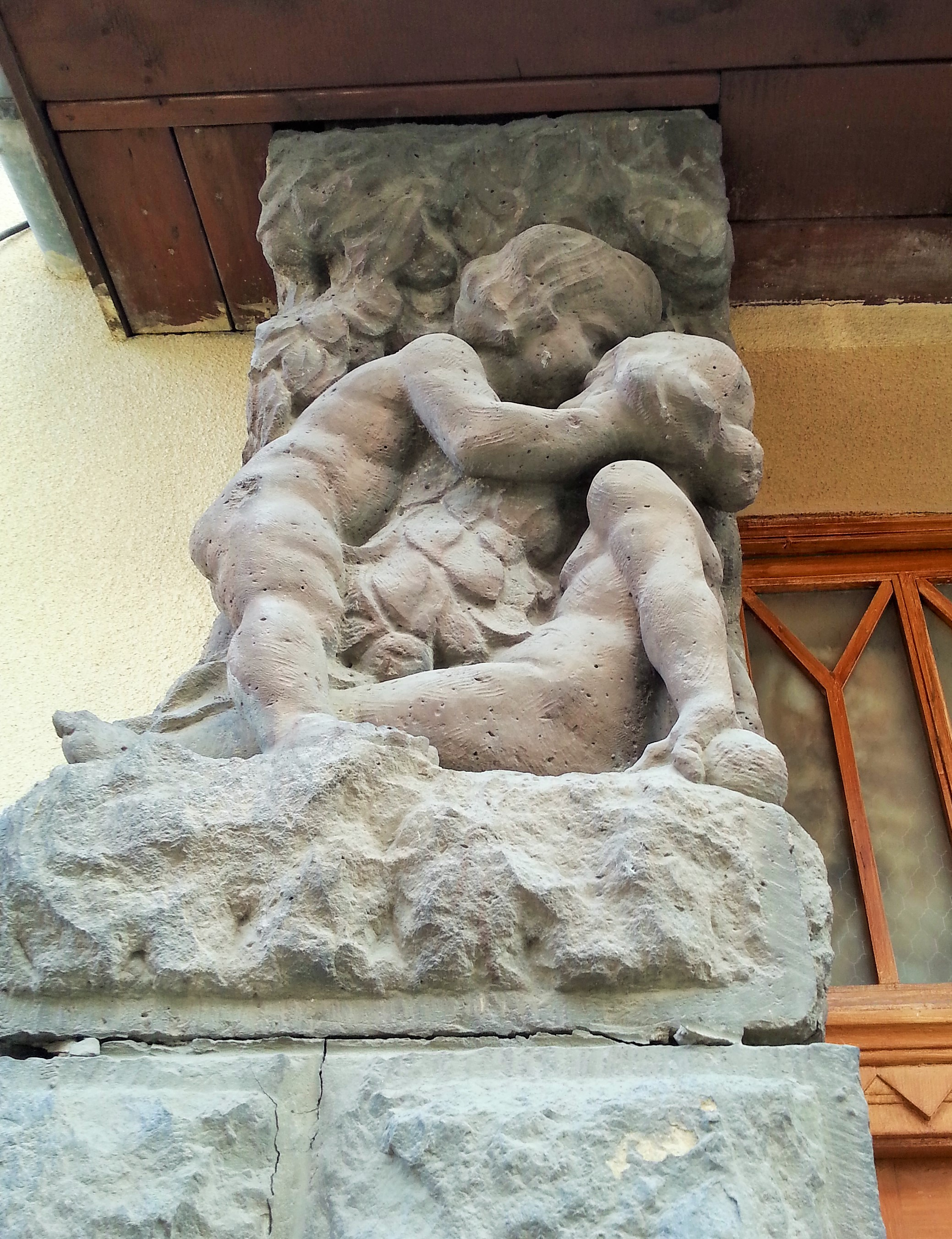
Kiscelli utcai telephely, volt Kiscelli utcai elemi fiú és leányiskola és nagy óvoda

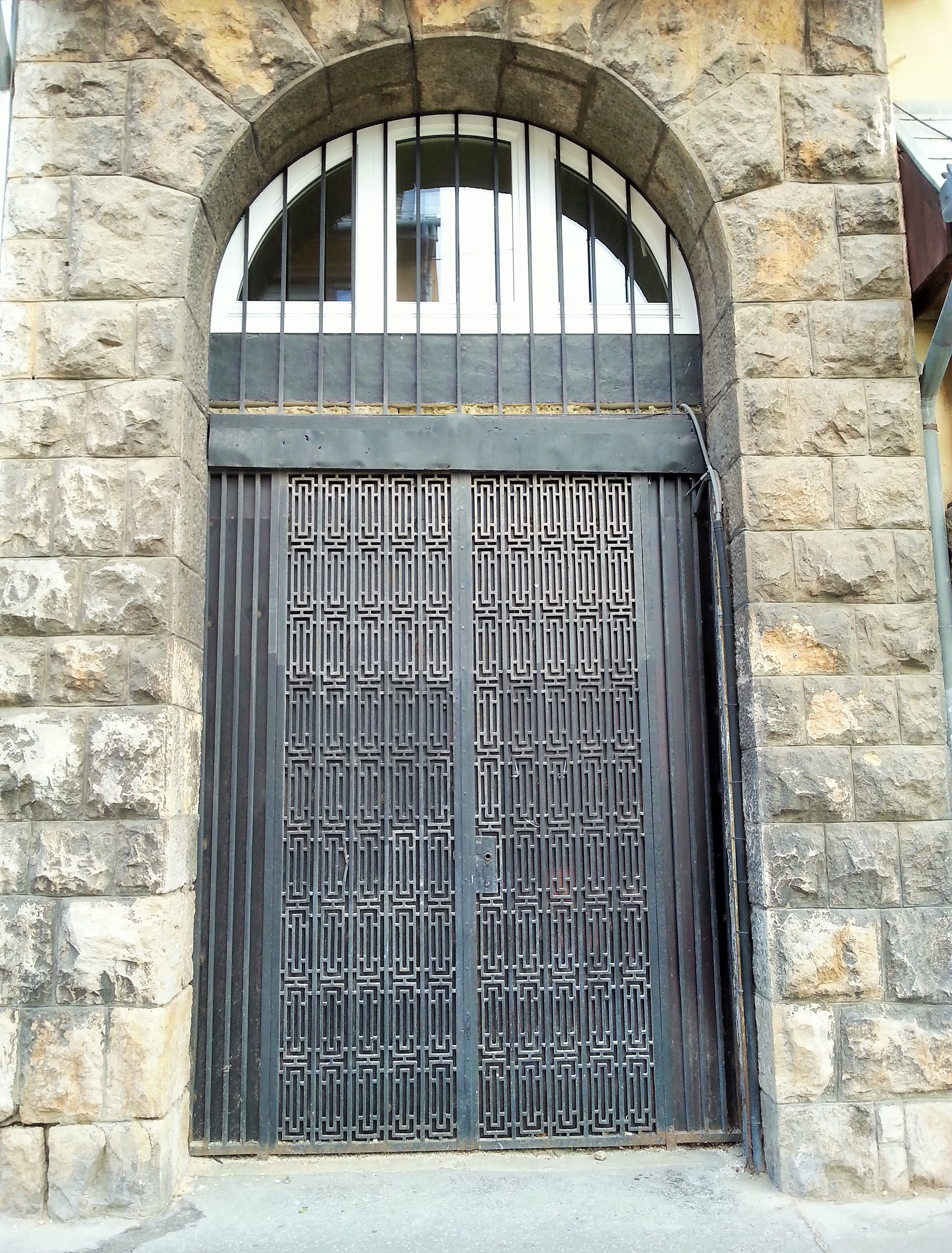
Kiscelli utcai telephely, volt Kiscelli utcai elemi fiú és leányiskola és nagy óvoda

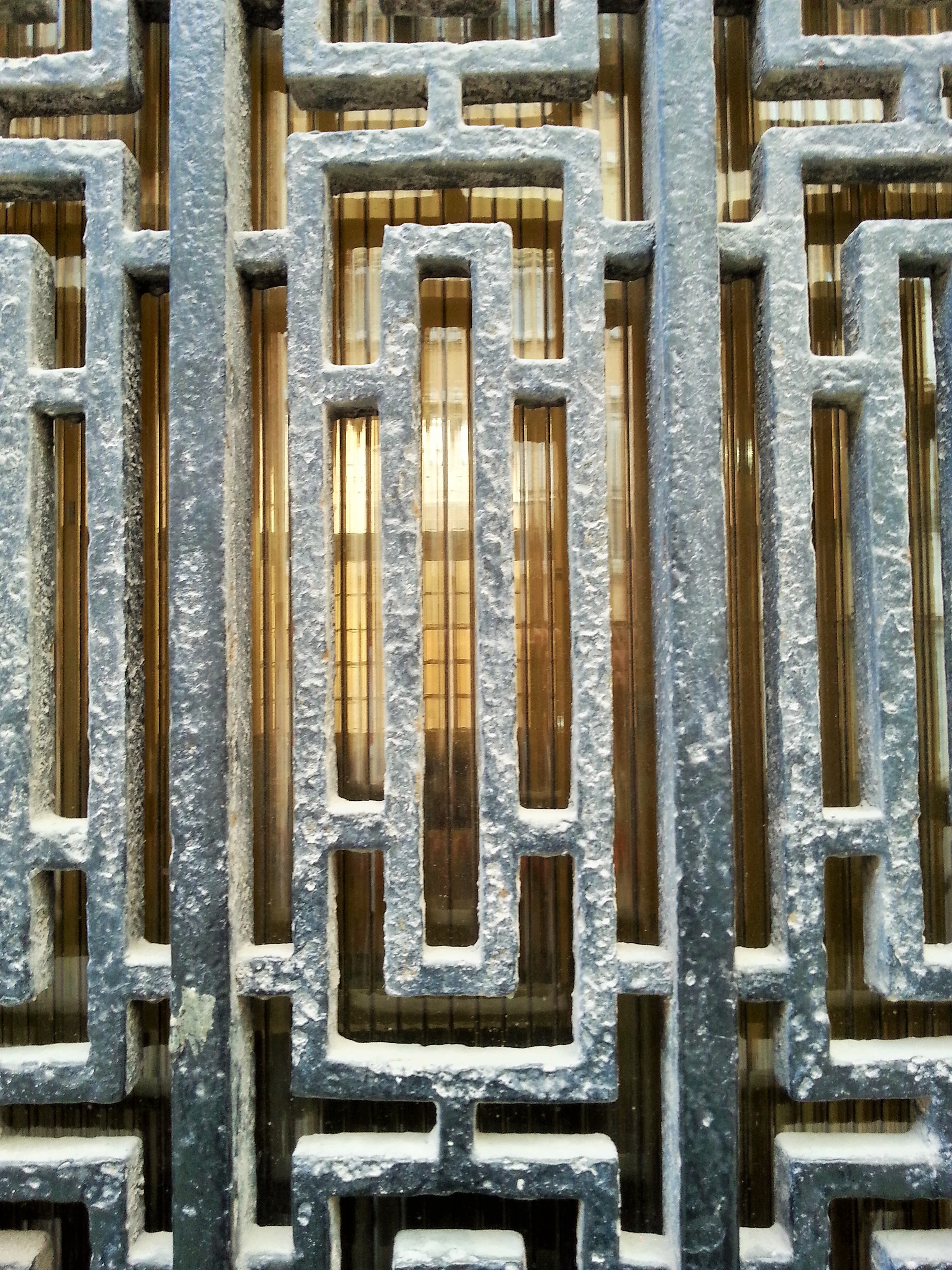
Kiscelli utcai telephely, volt Kiscelli utcai elemi fiú és leányiskola és nagy óvoda

- Bősz Anett, országgyűlési képviselő
- Csák Róbert, szociológus
- Damásdi Judit, nyelvész
- Elek Zsuzsa, ügyvéd
- Fekete Zita, kerámiatanár
- Galambos Márton, újságíró
- Garai Gábor, gyermeksebész
- Jakab Juli, forgatókönyvíró
- Juhász Lujza, színésznő
- Kászonyi Dorka, divatmarketing szakember
- Nagy Gábor, marketing specialista
- Papp Mirkó, építész
- Szabó Iván, forgatókönyvíró, rendező
- Szalai Péter, újságíró
- Tömpe András, programozó
- Turczi Dávid, mérnök-informatikus, játéktervező[6]
- Varga Dániel, prevenciós szakember
- Varró Dániel, költő

## Projektfeladatok
Az Alternatív Közgazdasági Gimnáziumban gyakran kapnak a diákok projektfeladatokat, amelyeket esetenként csoportban, néha azonban egyénileg kell elvégezniük.
Eleinte ezek a feladatok egy-egy epochát, témahetet vesznek igénybe, és valamelyik tantárgyhoz kötődnek, például egy tudós laboratóriumának modellezése vagy egy versgyűjtemény összeállítása, valamilyen, a diák által kitalált szempont alapján, vagy falukutatást végezni egy adott témában, és ennek tapasztalatát leírni 8-10 oldalon.
Az iskola alatt van 2 egész éves projekt is. Az első (általában a 10. évre esik) a diák családtörténet megírása.
A második egész éves projekt témája szabadon választott, célja az önálló alkotómunka, az egy témában való elmélyülés, a pályaorientáció, az előadó, szintetizáló képesség fejlesztése, bemutatása. Ehhez a diák segítséget kap, mindenkinek van egy mentora, aki jártas a témában, és segíti a projekt lebonyolításában. Az egész éves munka végső eredménye az év végi prezentáció, de az értékelésnél fontos szempont még, hogy mennyire volt folytonos a munka, és hogy mi a tényleges teljesítmény. Az egész éves projekt elkészítése feltétele a 12. évfolyamba lépésnek.

## Nyelvi év
Az iskolában a 10. év után következik a nyelvi év. A 10. év végére lezárul az alsó középfokú szakasz és ezzel a képességfejlesztés szakasza is. A nyelvi-kommunikációs év bevezetésével megváltozik a második idegen nyelv tanítása. A második nyelv tanulásának célja, hogy a tanulókat az 1 év során olyan szintű nyelvtudáshoz juttassa, amellyel mindennapi szituációkban boldogulni tudnak és, hogy az adott nyelvet írásban és szóban hétköznapi szinten alkalmazzák. Cél az is, hogy a diákok a beszéd és kommunikációs szándékaikat, érzelmeiket, interakciós szándékaikat, gondolataikat, vitakészségüket, véleményüket idegen nyelven is képesek legyenek kifejezni. 3 nyelv (német, francia, spanyol) közül választhatnak a diákok. Viszont, ha valaki másik nyelvet akar tanulni, pl. olaszt vagy akár kínait, akkor meg kell győznie 8 embert, hogy ők is ezt a nyelvet tanulják 1 éven keresztül. Ha ez sikerül, az iskola keres egy nyelvtanárt és a diákok tanulhatják azt a másik nyelvet. A nyelvi évben heti 18 nyelvi órában tanítják az idegen nyelvet. A nyelvi évfolyam végére célkitűzés a B2-es szintű nyelvvizsga elérése a tanult nyelvből, később pedig akár a C1-es szint is. Az iskolának rengeteg külföldi kapcsolata van, ezért ez az év minden esetben 1-2 hetes külföldi tanulmány úttal zárul (cserediák-program). 
Ebben az évben a nyelvtanulással párhuzamosan a diákoknak éves projektek kell készíteni, aminek a célja az is, hogy olyan tapasztalatot szerezzenek, ami esetleg a közeljövőben történő pályaválasztásban a segítségükre lehet. A patrónusok segítenek a témaválasztásban, és miután sikerült a témát választani, utána egész évben a konzulens segít a diákoknak. A konzulenst maga a diák választja, mondhatni olyan, mint egy mentor.  Az éves projektnek az utolsó témahétre kell kész lennie, ahol mindenki bemutatja az évfolyamon belül, majd a legjobbakat kiválasztják és egy nagyobb közönség előtt újra előadják. 

## Kisepocha
Az AKG-ban azokat a témaköröket, melyek nem tartoznak szorosan egy adott tantárgy témakörébe, vagy nem igényelnek egy egész témahetet (pl. fogyasztóvédelem, tanulásmódszertan, elsősegély), kisepochákban tanítják. A kisepocha egy hétig tart, az adott témakörrel egy hétig ismerkednek a diákok, minden nap az első vagy második epochális óra keretén belül. Körülbelül öthetes periódusonként van egy kisepocha.

## Szakkörök, alkotókörök
Az AKG-ban vannak szakkörök, alkotókörök, fakultációk és sportkörök. A szakkör és az alkotókör közti különbség, hogy az alkotókör értékelve lesz év végén, viszont a szakkör nem. Alkotókör választása csak 7. osztály után kötelező és sportkört is csak 8. osztály után kell választani. Ettől függetlenül bármire lehet jelentkezni, amint elkezdődik az év. Év közben nem lehet kilépni a foglalkozásokból. A foglalkozások tantárgynak számítanak.
Egy foglalkozás csak abban az esetben indulhat el, ha arra minimum 8 fő jelentkezik. Ha ugyanennyi diák (minimum 8 fő) más iránt érdeklődik és foglalkozást szeretnének indítani, akkor az iskola megpróbálja megszervezi.
Az alkotókörök között megtalálható a fotó, videó és a rádiózás is. Lehet különböző színjátszók, kórus között válogatni. Az iskolai újság, a Szubjektív írása is egy választható alkotókör, és ezekkel közel sincs vége az alkotókörök listájának.
A szakkörök is nagyon változatosak a disputától (vitaszakkör) a marketingig sok minden megtalálható.
Az iskola három (3) iskolai testnevelés órát biztosít, ezért a "maradék" kettő órát vagy belsős sportkörrel (kosárlabda, röplabda, ping-pong és még sok más...)  vagy külső egyesületi sport tevékenységgel kell igazolni, ezzel megadva a gyerekeknek azt a lehetőséget, hogy olyan sportot csináljanak amit igazán szeretnek.

## A témahét
A témahét egy olyan, tanórák nélküli hét, amely során a diákok egy adott témával foglalkoznak, ahhoz kapcsolódó feladatok és projektek segítségével.
Az Alternatív Közgazdasági Gimnáziumban évente 5 témahét van; egy évkezdéskor, egy a decemberi utolsó tanítási héten, kettő tavasszal és egy júniusban. Három témahét az iskolában van tartva, kettő iskolán kívüli, ahol a résztvevők elutaznak. A témahetek évfolyam szinten zajlanak, az évfolyamoknak ugyanakkor van a témahetük. Minden témahét más témát dolgoz fel. Kétféle témahét van; hagyományos és egyszeri. A hagyományos témahetek olyan témahetek, amelyek rendszeresen előfordulnak, ilyen témahét például a természettudományos témahét (minden évben), iskolalátogatás (minden 8. évfolyam számára) és a falukutatás (minden 9. évfolyam számára). Az egyszeri témahetek csak egyszer kerülnek megrendezésre, többször nem fognak előfordulni.

## Patrónus
A patrónus egy olyan tanár, aki 7, illetve 5 évig kíséri a gyerekeket. Minden patrónushoz kb. 12 gyerek kerül, ez a közösség a csibe. A patrónussal a gyerekek hetente egyszer mindenképp találkoznak, a csibefoglalkozás keretében. A patrónus kiválasztása a legelső nyitótáborban történik. A nyitótáborban általában 4 patrónus közül lehet választani. A patrónusoknak a gyerekekkel általában szoros kapcsolata van. A gyerekeknek évente 2-3-szor van beszélgetése a patrónusokkal.

## Robotika szakkör
Az AKG-ban megtalálható egy szakkör, amely a robotikával foglalkozik. Ezen belül robotépítéssel, robot- és egyéb programozással, 3D tervezéssel és nyomtatással, valamint más szerkezetek építésével.
A szakkört jelenleg Nádori Gergely és Pásztor Judit tanár- és tanárnő vezeti.
A már második vagy harmadik éve járó diákoknak van lehetőségük indulni a First© Lego© League™ nevű Lego robotika versenyen, amiken általában jeles eredményeket szoktak elérni.
A szakkörön a tanulóknak van lehetőségük a saját 3D design-jaikat kinyomtatni és a saját vektorgrafikus ábrájukat belegravíroztatni különböző anyagokba.
A szakkörre járók több elérhető felületekre is tudnak programozni mint pl. az Arduino, ESP, Micro:Bit mikrokontroller és a Lego EV3 robot. 
A szakkör úgy épül fel, hogy az első 2 évben kicsit kötöttebb foglalkozáson vesznek részt a diákok egy programtervet követve, majd a későbbi években szabadon mennek versenyekre és dolgoznak a saját robotikával kapcsolatos projektjeiken. 
Az iskola eddigi eredményei:
- 2025 – Miskolc, First Tech Challange, Inspire díj[7]
- 2025 – Miskolc, nemzeti elődöntő, 2. hely[8]
- 2025 – Tatabánya, nemzeti elődöntő, 1. hely[8]
- 2024 – World Robot Olympiad – Future Innovators, Brescia (Olaszország), Special Awards díj[9]
- 2024 – World Robot Olympiad – Future Innovators, Győr, nemzeti döntő, 1. hely[10]
- 2024 – Bodø, Norvégia, Open European Championship, Core Values Award 2. hely, összesítés 1-5. hely[11]
- 2024 – Szigetszentmiklós, nemzeti döntő, 1. hely[12]
- 2024 – Nyíregyháza, nemzeti elődöntő, 1. hely[13]
- 2024 – Debrecen, nemzeti elődöntő, 3. hely[13]
- 2023 – Long Beach, California, US, Western Edge Open – robotfutam 5. hely; robotdizájn finalist (2-4. hely)[14]
- 2023 – Houston, Texas, US, First Championship – Motivation Award 1. hely[15]
- 2023 – Szeged, nemzeti döntő, 1. és 3. hely[16]
- 2023 – Debrecen, nemzeti elődöntő, 1. hely
- 2023 – Miskolc, nemzeti elődöntő, 1. hely
- 2022 – Rio de Janeiro, First Lego League Challenge, robotdizájn 2. hely; Alliance Challenge 5. hely
- 2022 – Budapest, nemzeti döntő, 3. és 4. hely
- 2022 – Debrecen, nemzeti elődöntő, 1. hely
- 2022 – Szeged, nemzeti elődöntő, 1. hely
- 2021 – Budapest, nemzeti elődöntő, 1. hely
- 2021 – Debrecen, nemzeti elődöntő, 2. hely
- 2021 – Győr, nemzeti elődöntő, 4. hely
- 2020 – Kraśnik (Lengyelország), nemzetközi középdöntő, 1., 2. és 6. hely
- 2019 – Debrecen, nemzeti elődöntő, 1. hely; Szeged, nemzeti elődöntő, 1. hely; Győr, nemzeti elődöntő, 2. hely
- 2019 – Budapest, Micro:bot, 1. hely
- 2019 – Libanon, FLL nyílt bajnokság, programozás 1. hely
- 2019 – Bregenz (Ausztria), európai döntő, 6. hely
- 2019 – Miskolc, nemzetközi középdöntő, 1. és 4. hely
- 2018 – Szeged, nemzeti elődöntő, 1. és 3. hely
- 2018 – Debrecen, nemzeti elődöntő, 1. hely
- 2018 – Detroit (USA), világbajnokság
- 2018 – Aachen (Németország), európai döntő, 11. hely
- 2018 – Łódz (Lengyelország), nemzetközi középdöntő, 4. hely
- 2017 – Szeged, nemzeti elődöntő, 1. és 4. hely
- 2017 – Debrecen, nemzeti elődöntő, 3. hely
- 2017 – Aarhus (Dánia), FLL nyílt bajnokság
- 2017 – Regensburg (Németország), európai döntő, 6. hely
- 2017 – Debrecen, nemzetközi középdöntő, 3. hely
- 2016 – Szeged, nemzeti elődöntő, 1. és 4. hely
- 2016 – St. Louis (USA), világbajnokság
- 2016 – Debrecen, európai döntő, 6. hely
- 2016 – Kassa (Szlovákia), nemzetközi középdöntő, 2. hely
- 2016 – Szeged, nemzeti elődöntő, 1. és 2. helyek
- 2015 – München (Németország), európai döntő, 20. hely
- 2015 – Bejczy Antal emlékverseny, 2. hely
- 2015 – Debrecen, nemzetközi középdöntő, 5. hely
- 2014 – Szeged, nemzeti elődöntő, 1. hely
- 2013 – Budapest, nemzeti elődöntő, 3. hely
- 2012 – Cottbus (Németország), európai döntő, 6. hely
- 2012 – Budapest, nemzeti elődöntő, 3. hely
- 2011 – Gdansk (Lengyelország), nemzetközi középdöntő, 2. hely
- 2011 – Szeged, nemzeti elődöntő, 2. hely
- 2010 – Pozsony (Szlovákia), nemzetközi középdöntő
- 2010 – Szeged, nemzeti elődöntő, 1. hely

## Kisiskola
Minden emeleten megtalálható minimum egy kisiskola az AKG-ban. Minden évfolyam 1db-ot kap. Ez egy közös tér, ahol egyes évfolyamoknak vannak az óráik megtartva, valamint egy közös helyiség az évfolyam tagjainak. Amint elmegy egy évfolyam érettségi után, az ő volt kisiskolájuk egyből felújításra kerül. A felújítás magába foglalja a közös tér és a termek festését, a régi padok újra cserélését. Az új diákok tetszésük szerint lakják be, és alakítják magukévá a kisiskolát. 

## Az évfolyamok felosztása
Az évfolyamok felosztása, az osztályok
Az évfolyam, mint minden más iskolában az egy időben felvett, egy korosztályú gyerekek összessége. Az Alternatív Közgazdasági Gimnáziumba a 2018/19-es tanévtől kezdve minden évfolyamra 48 gyermeket vesznek fel, előtte pedig 60, illetve 72 gyerekes évfolyamok voltak.
Az osztályok kupacnak vannak elnevezve, amelyeknek különböző neveket találnak ki az évfolyamon tanuló gyermekek még a nyitótáborukban. Például, ha három kupac van elnevezhetik a kupacokat úgy, hogy Alfa-Béta-Gamma. A kupacok két csibéből állnak. A gyerekek kupacokban tanulják az epochális tantárgyakat (matematika, történelem, irodalom, rajz és természettudományok). Egy évfolyamon két, valamint három kupac lehet, ez függ attól, hogy hány gyereket vettek fel az adott évfolyamra, de az minden esetben igaz, hogy egy kupac két csibéből áll. (Kivétel az az évfolyam, ahol 5 csibe van és így kénytelenek az egyik csibét elfelezni).
A csibék egy patrónushoz (osztályfőnökhöz) tartozó gyerekek összessége. Csibe keretben zajlik a csibe nevezetű foglalkozás, ami tulajdonképpen olyan, mint egy osztályfőnöki óra. A csibe létszáma 10-14 között változhat. Ez leginkább attól függ, hogy hány gyereket vesznek fel és hogy egy évfolyamon hány patrónus van.
Az angol csoportok a gyerekek tudásszintje alapján vannak felosztva, legalább három szint és öt csoport indul el a nyelvi csoportokból. Ezekben a csoportokban tanuljuk az informatikát (9.-től), az éneket és a testnevelést is.

## AKG-s hagyományok

### Bentalvás
Az iskolában gyakran alszanak bent a diákok különböző alkotó- és sportkörök, vagy csibe keretében. Ilyenkor az egész iskola üres, csöndes, a diákok azt csinálnak, amit akarnak (persze csak normális kereteken belül). Minimum egy tanárnak végig bent kell lennie a gyerekekkel, hogy vigyázzon rájuk. Ez néha munka érdekében (pl.: robotika-bentalvás), vagy szimplán csak az élményért (pl.: csibe-bentalvás). Ilyenkor a diákok hálózsákokat terítenek a földre, tornatermi szivacsokra, vagy a fotelekre és ott alszanak. A covid járvány miatt több bentalvást is el kellett halasztani.

### Patrónusválasztás
Hetedikben minden diák egy úgynevezett nyitótáborba megy, aminek fő célja az ismerkedés s a patrónusválasztás.
A tábor alatt mindenki beszélget és közösen vesz részt a programokon a jövendőbeli patrónusjelöltekkel. (Egy patrónus olyan osztályfőnök-szerűség, aki mélyebb viszonyban áll a diákokkal, mint egy átlagos tanár és az AKG-ban töltött évei alatt végig segíti és támogatja őket.) A tábor végén, amikor már mindenki megismerte a tanárokat, a diákoknak egy névvel ellátott "választócetlit" kell írniuk, melyben sorba állítják a tanárokat szeretetük szerint. Egy helyre több tanárt is be lehet írni, és ki is lehet húzni olyan tanárokat, akiket semmiképpen nem akar a diák patrónusának. Ezután a tanárok végignézik a cetliket és egész éjszaka azon dolgoznak, hogy összeállítsák a csibéket. Nem minden esetben kapja a diák azt a patrónust, akit első helyre írt. Ha "túljelentkezés" van egy adott tanárnál, minél kedvezőbben, de átírhatják a gyerekek kívánságait.
A tábor végén kiderül, hogy ki kinek a patrónusa és a csibék egy rövid időre összeülnek, hogy évkezdés előtt még jobban megismerkedjenek. Ettől kezdve a patrónusukhoz a diákok bármikor fordulhatnak mindenféle problémával, kéréssel, panasszal, és a patrónusok gyermekükként szeretve fogadják a diákokat.

### Kutatók éjszakája
A kutatók éjszakája egy körülbelül 4-5 órás program, ahol a természettudomány különböző ágait láthatjuk kísérletek, előadások, vagy bemutatók segítségével. A csillagászattól az elektronikán át a tudósok életéig mindenről lehet itt tanulni. Különböző szakkörök (robotika, labor, elsősegély, stb.) vagy önként jelentkezők szervezik és hozzák létre a programsorozatot tanáraik segítségével. A program kicsiknek és felnőtteknek is egyaránt érdekes lehet, bár előbbi korosztály feltehetően jobban elámul a színes programoktól. A rendezvény nagyon jól szervezett; ruhatár és büfé is rendelkezésre áll, valamint az itteni diákok segítenek, bármilyen kérdéssel fordulnak hozzájuk. 

### Karácsonyaz AKG-ban
A karácsonyt az AKG-ban sokféleképpen ünneplik meg. A karácsonyi időszakot egy témahét előzi meg, aminek témája néha kapcsolódik az ünnepekhez.